# Фиби Волер-Бриџ
Фиби Мери Волер-Бриџ (енгл. Phoebe Mary Waller-Bridge; Лондон, 14. јул 1985. Лондон) енглеска  је глумица, продуценткиња и списатељица. Написала  је и глумила у ситкому  На туђем каучу (Crashing) и комично−драмској серији Бувара (Fleabag). Такође је била  извршни продуцент за прву сезону серије  Убити Ив (Killing Eve). 
За серију Флибаг добила је Британску телевизијску награду за најбољу женску улогу у комедији, као и три награде Еми, за главну глумицу у хумористичкој серији,  за најбољи сценарио хумористичке серије и  за најбољу хумористичку серију.
Часопис Гардијан сврстао је серије  Флибаг и Убити Ив међу највеће телевизијске серије 21. века. 

## Детињство и младост
Фиби Мери Волер-Бриџ рођена је у западном Лондону, кћерка је Терезе Мери (рођене Кларк) и Мајкла Ципријана Валер-Бриџа. Њен отац основао је електронску трговинску платформу Трејдпоинт. 
  Њена породица је аристократског порекла и поседовала је имање у Кокфилду у Сасексу.   С очеве стране, потомак је Сер Егертона Лија, другог баронета и конзервативног посланика за средњи Чешир  од 1873. до 1876.   Њен деда по мајци био је Сер Џон Едвард Лонгивиле Кларк, дванаести баронет од Хичама, Бакингемшир. 
Одрасла је у Илингу у западном Лондону. 
Има млађег брата Џаспера, музичког менаџера, и старију сестру Изабел, композитора која је написала музику за Флибаг .   Њени родитељи су разведени.  Основну школу је завршила у Католичкој школи за девојчице Ст. Аугустина,  уследио је колеџ (DLD College London) у Марилбону, у западном Лондон .  Дипломирала је на Краљевској академији драмских уметности у Лондону. 

## Каријера
Дебитовала је 2009. године у представи Брза продаја у Позоришту Сохо . 
Глумила је у хумористичкој серији Кафе (2011–2013) и  крими серији Бродчерч (2015). Такође је глумила у филмовима  Алберт Нобс (2011), Челична дама (2011) и Збогом Кристофере Робине (2017).
Поред глуме, Фиби Волер-Бриџ се бави и драмским писањем. Написала је серију представа Добра.Чиста.Забава.  и Бувара.  Написала је  и глумила у ситкому  На туђем каучу (Crashing) из 2016. године. Такође, 2016. године, адаптирала је и глумила у серији Флибаг на  ББС 3.
Након почетног приказивања на ББС 3, Бувара је од августа 2016. године емитован на ББС 2. Убрзо је серија била доступна и на Амазон Прајму, а премијерно је приказана у Сједињеним Државама у септембру 2016. године.   За свој наступ у серији освојила је Британску телевизијску награду за најбољу женску улогу у комедији, и била номинована за Телевизијску награду по избору критичара. Друга и последња сезона серије Бувара емитована је 2019. године.  
Заједно са Вики Џонс је уметнички директор,  компаније DryWrite Theatre Company.    Њих двоје су се упознале и спријатељиле током рада на позоришним продукцијама.
У филму Соло: прича Ратова звезда из 2018. године, играла је дроида Л3-37.  
Написала  је и продуцирала телевизијску серију Убити Ив базирану на романима Лука Џенингса.  Серија је премијерно приказана у априлу 2018. на ББС Америка,са  Сандром Ох и Џоди Комер у главим улогама. За свој рад на сценарију, добила је номинацију за Награду Еми за најбољи сценарио драмске серије. 
Од марта 2019. ХБО снима серију Трка (Run) коју су креирале Фиби Валер-Бриџ и Вики Џонс, са Донал Глисон и Мерит Вевер у главним улогама.  Фиби ће такође и глумити у серији улогу Флика. 
Заједно са Нилом Первисом и Робертом Вајдом 2019. године написала је сценарио за филм Није време за умирање, 25. филм о Џејмсу Бонду.  

## Лични живот
Фиби Волер-Бриџ живи у Лондону у насељу Кенсал Рајс. Удала се за ирског водитеља и аутора документараца Конора Вудмана 2014. године. Пар се развео 2018. године.  Од почетка 2018. у вези је са енглеско-ирским драматургом Мартином МекДоном.

## Филмографија

### Филм
| Година | Наслов                            | Улога           | Напомене            |
| ------ | --------------------------------- | --------------- | ------------------- |
| 2009   | Награда                           | Шарлоте         | Краткометражни филм |
| 2011   | Довољно лепи                      | глас            | Краткометражни филм |
| 2011   | Алберт Нобс                       | Виконтеса Јарел |                     |
| 2011   | Меконијум                         | Лорна           | Краткометражни филм |
| 2011   | Челична дама                      | Сузи            |                     |
| 2015   | Буди храбар                       | Кати            |                     |
| 2017   | Збогом Кристофере Робине          | Мери Браун      |                     |
| 2018   | Соло: Прича Ратова звезда         | Л3-37           |                     |
| 2021   | Није време за умирање             |                 | Ко-сценариста       |
| 2023   | Индијана Џоунс и артефакт судбине | Хелена Шо       |                     |

### Телевизија
| Година    | Наслов                    | Улога        | Напомене                                 |
| --------- | ------------------------- | ------------ | ---------------------------------------- |
| 2009      | Лекари                    | Кати Бурбриџ | Епизода: "Шефова тајна"                  |
| 2010      | Како не живети свој живот | Фелисити     | Епизода: "Донов отмени викенд"           |
| 2011      | Ноћна стража              | Лорен        | Телевизијски филм                        |
| 2011–2013 | Кафић                     | Клое Астил   | 13 епизода                               |
| 2013      | Стиже                     | Карен        | Епизода: "Хенри"                         |
| 2013      | Лондонски Ирци            | Стеф         | Епизода: "Епизода 2"                     |
| 2013      | Лоше образовање           | Индија       | Епизода: "Дрога"                         |
| 2014      | Лепак                     | Би           | 2 епизоде                                |
| 2014      | Луталице                  |              | писац 3 епизоде                          |
| 2015      | Бродчерч                  | Еби          | 8 епизода                                |
| 2015      | Флак                      | Ева          | ТВ филм                                  |
| 2016      | На туђем каучу            | Лулу         | Аутор, писац 6 епизода                   |
| 2016–2019 | Бувара                    | Бувара       | Аутор, извршни продуцент, писац          |
| 2018–     | Убити Ив                  |              | Аутор, извршни продуцент, писац          |
| 2019      | Уживо суботом увече       | Домаћин      | Епизода: "Фиби Валер-Бриџ /Тејлор Свифт" |
| 2020      | Трка                      | Флик         | Извршни продуцент                        |

### Позориште
| Година    | Наслов                                | Улога       | Напомене                                                                |
| --------- | ------------------------------------- | ----------- | ----------------------------------------------------------------------- |
| 2005      | Школа за скандал                      |             | Краљевска академија драмских уметности                                  |
| 2005      | Неприметне способности трећег царства |             | Краљевска академија драмских уметности                                  |
| 2005      | Плес шума                             |             | Краљевска академија драмских уметности                                  |
| 2006      | Живот Тимона Атинског                 |             | Краљевска академија драмских уметности                                  |
| 2007      | Да ли је све у реду?                  |             | Латитуд Фестивал                                                        |
| 2007      | Луда љубав                            | Били        | Пејнс Плоу                                                              |
| 2008      | Богојављенска ноћ                     | Виола       | Спрајт Продукција                                                       |
| 2009      | Брза продаја                          | Џес         | Позориште Сохо                                                          |
| 2009      | 2. маја 1997                          | Сара        | Буш Театар                                                              |
| 2009      | Конопац                               | Лејла Арден | Алмеида Театар                                                          |
| 2010      | Као рибља кост                        | Стажиста    | Буш театар                                                              |
| 2010      | Племена                               | Рут         | Краљевско дворско позориште                                             |
| 2011      | Поленска грозница                     | Сорел Блис  | Ноел Кавард позориште                                                   |
| 2012      | Мидида                                | Маријан     | Позориште Сохо, Студио Трафалгар                                        |
| 2013–2019 | Бувара                                | Бувара      | Андербели, Каугејт, Салисбури Плејхаус, Сохо Плејхаус, Виндхамов театар |
| 2014      | Онај прави                            | Џо          | Позориште Сохо                                                          |

## Награде
| Година | Награда                                   | Категорије                                                   | Номиновани рад | Резултат   |
| ------ | ----------------------------------------- | ------------------------------------------------------------ | -------------- | ---------- |
| 2013   | Позоришне глумачке награде                | Најбољи соло извођач                                         | Бувара         | Освојено   |
| 2013   | Вечерње стандардне позоришне награде      | Драматург који највише обећава                               | Бувара         | Номинација |
| 2014   | Награда Круга критичара за позориште      | Драматург који највише обећава                               | Бувара         | Освојено   |
| 2014   | Награда Лоренс Оливије                    | Изузетна достигнућа у позоришту                              | Бувара         | Номинација |
| 2014   | Награде Вест Енд позоришта                | Најбоља женска улога                                         | Бувара         | Освојено   |
| 2014   | Награде Вест Енд позоришта                | Најбољи сценарио                                             | Бувара         | Освојено   |
| 2017   | Телевизијска награда по избору критичара  | Најбоља глумица у комедији                                   | Бувара         | Номинација |
| 2017   | Награда Краљевског телевизијског удружења | Будућа звезда                                                | Бувара         | Освојено   |
| 2017   | Награда Краљевског телевизијског удружења | Писац комедије                                               | Бувара         | Освојено   |
| 2017   | БАФТА TV занатске награде                 | Најбољи писац комедије                                       | Бувара         | Номинација |
| 2017   | БАФТА TV занатске награде                 | Највећи таленат                                              | На туђем каучу | Номинација |
| 2017   | БАФТА TV занатске награде                 | Највећи таленат                                              | Бувара         | Номинација |
| 2017   | БАФТА телевизијске награде                | Најбоља глумица у хуморостичкој серији                       | Бувара         | Освојено   |
| 2017   | Голд Дерби награде                        | Најбоља глумица у хуморостичкој серији                       | Бувара         | Номинација |
| 2017   | Голд Дерби награде                        | Најбољи извођач године                                       | Бувара         | Номинација |
| 2017   | TЦА Награде                               | Индивидуални допринос у комедији                             | Бувара         | Номинација |
| 2017   | Готом награде                             | Најбоља серија                                               | Бувара         | Номинација |
| 2018   | Награда Еми за ударне термине             | Најбољи сценарио хумористичке серије                         | Убити Ив       | Номинација |
| 2018   | Готом награде                             | Најбоља серија                                               | Убити Ив       | Освојено   |
| 2019   | БАФТА TV занатске награде                 | Најбољи сценарио                                             | Убити Ив       | Номинација |
| 2019   | Драма Деск награде                        | Изузетна достигнућа                                          | Бувара         | Номинација |
| 2019   | Драма Лиг награда                         | Изузетна достигнућа                                          | Бувара         | Номинација |
| 2019   | TЦA Награде                               | Индивидуални допринос у комедији                             | Бувара         | Освојено   |
| 2019   | Награда Еми за ударне термине             | Награда Еми за најбољу главну глумицу у хумористичкој серији | Бувара         | Освојено   |
| 2019   | Награда Еми за ударне термине             | Награда Еми за најбољи сценарио хумористичке серије          | Бувара         | Освојено   |
| 2019   | Награда Еми за ударне термине             | Награда Еми за најбољу хумористичку серију                   | Бувара         | Освојено   |
| 2019   | Награда Еми за ударне термине             | Награда Еми за најбољу драмску серију                        | Убити Ив       | Номинација |
| 2019   | Голд Дерби награде                        | Најбоља драмска серија                                       | Убити Ив       | Номинација |
| 2019   | Голд Дерби награде                        | Најбоља хумористичка серија                                  | Бувара         | Освојено   |
| 2019   | Голд Дерби награде                        | Најбоља глумица у хумористичкој серији                       | Бувара         | Освојено   |
| 2019   | Голд Дерби награде                        | Најбоља епизода хумористчке серије ("Епизода 2.1")           | Бувара         | Освојено   |
| 2019   | Голд Дерби награде                        | Најбоља епизода хумористчке серије ("Епизода 2.6")           | Бувара         | Номинација |
| 2019   | Голд Дерби награде                        | Глумица године                                               | Бувара         | Освојено   |
| 2019   | Британске награде                         | Британски уметник годинеr                                    | -              | Освојено   |